# Димитър Илиев (Връбница)
Вижте пояснителната страница за други личности с името Димитър Илиев.
Димитър Илиев е български просветен деец и общественик, деец на Македонската емиграция в България.

## Биография
Димитър Илиев е роден в голобърденското село Връбница, тогава в Османската империя.
Учи в българската гимназия в Солун, но е изключен за участие в ученическия бунт в 1887 година. Продължава обучението си в сръбската столица Белград. Назначен е за български екзархийски училищен инспектор в Дебър и през 1909 година става председател на Съюза на българските конституционни клубове в града.
Емигрира в свободна България, където се занимава с обществена дейност. Делегат е от Дебърското благотворително братство на Учредителния събор на македонските бежански братства в края на 1918 година. Участва като делегат от Дебърското благотворително братство в обединителния конгрес на Македонската федеративна организация и Съюза на македонските емигрантски организации от януари 1923 година.
На 5 август 1928 година неофициално е прикрепен към българската легация в Албания като"инспектор-организатор на църковно-училищното дело на българите в Албания", за да действа сред българското население в Голо бърдо и Поле, което дотогава е встрани от вниманието на легацията и на ВМРО.
През 1929 година е съучредител на Софийското дружество „Св. Йоан Кръстител“ на македонците под албанска власт.